# トマス・ノックス (初代ノースランド子爵)
初代ノースランド子爵トマス・ノックス（英語: Thomas Knox, 1st Viscount Northland、1729年4月20日 – 1818年11月5日）は、アイルランド王国出身の政治家、貴族。1755年から1781年までアイルランド庶民院議員を、1801年から1818年までアイルランド貴族代表議員を務めた。

## 生涯
トマス・ノックス（Thomas Knox、1694年 – 1769年3月25日）と妻ヘスター（Hester、1766年ごろ没、旧姓エックリン（Echlin）、ジョン・エックリンの娘）の息子として、1729年4月20日に生まれた。1747年5月18日、オックスフォード大学セント・メアリー・ホールに入学した。
1755年から1781年までダンガノン選挙区の代表としてアイルランド庶民院議員を務めた。1768年アイルランド総選挙ではティロン選挙区でも出馬したが、落選している。議会では最初はエドマンド・ペリーらとともに野党の立場に立ち、1774年にカトリック解放を支持したが、1770年代中期より政府を支持するようになり、1780年にはアイルランド愛国党による、アイルランドの独立した立法権を求める動議に反対票を投じた。
1781年1月8日にアイルランド貴族であるティロン県におけるダンガノンのウェルズ男爵に叙され、1782年2月11日にウェルズ男爵としてアイルランド貴族院議員に就任した。1791年7月5日、同じくアイルランド貴族であるティロン県におけるダンガノンのノースランド子爵に叙された。アイルランド貴族院では1800年に合同法案に賛成票を投じた。
1801年にアイルランド王国とグレートブリテン王国の合同によりグレートブリテン及びアイルランド連合王国が成立するとともにアイルランド貴族代表議員28名が選出され、ノースランド子爵がそのうちの1名となった。連合王国議会ではトーリー党に属した。連合王国期においては貴族院で議席の有する連合王国貴族への叙爵を求め、息子トマスも自身が支持するグレンヴィル派に対しそのように求めたが、失敗している。
1818年11月5日にダンガノン・パーク（Dungannon Park）で死去、息子トマスが爵位を継承した。

## 家族
1753年8月29日、アン・ヴィジー（Anne Vesey、1803年10月14日没、初代ナップトン男爵ジョン・デニー・ヴィジーの娘）と結婚、7男をもうけた。
- トマス（1754年8月5日 – 1840年4月26日） - 第2代ノースランド子爵、初代ランファーリー男爵、初代ランファーリー伯爵
- ジョン（1758年10月9日 – 1800年10月/11月）
- ヴィジー（1760年2月29日 – 1830年2月2日） - 1792年10月8日、キャサリン・アン・ジスボーン（Catherine Anne Gisborne、1860年10月7日没、ジェームズ・ジスボーン（英語版）の娘）と結婚、子供あり
- ウィリアム（英語版）（1762年6月14日 – 1831年7月9日） - 1785年9月10日、アン・スペンサー（Anne Spencer、1834年11月13日没、ジェームズ・スペンサーの娘）と結婚、子供あり
- ジョージ（英語版）（1765年1月14日 – 1827年6月13日） - 1805年1月27日、アン・ステイプルス（Anne Staples、1811年5月1日没、第7代準男爵サー・ロバート・ステイプルスの娘）と結婚、子供あり。1812年、ハリエット・フォーテスキュー（Harriet Fortescue、1816年1月20日没、トマス・フォーテスキューの娘）と再婚、子供あり
- チャールズ（英語版）（1770年2月10日 – 1825年1月30日） - 1804年12月20日、ハンナ・フレッチャー（Hannah Fletcher、1852年没、ジェームズ・フレッチャーの未亡人、ロバート・ベント（英語版）の娘）と結婚、子供あり
- エドマンド（英語版）（1773年1月6日 – 1849年5月5日） - 1796年2月22日、アン・シャーロット・ヘスケス（Anne Charlotte Hesketh、1837年10月2日没、トマス・ヘスケスの娘）と結婚、子供あり